# ثقافة فردية
الثقافة الفردية عبارة عن مجتمع يتميز بالفردية وليس الجماعية. يعد بعد الفردية-الجماعية أحد أهم أبعاد القيمة، التي تحدث عندما «[يتم وضع] درجات مختلفة من الأهمية على الرؤى التي يتم الشعور بها بعمق حيال ما هو صحيح وجيد ويستحق العناء» والتي تميز الثقافات عن بعضها البعض. وتتمركز الثقافات الفردية حول الذات المستقلة بدلاً من الانضمام إلى عقلية المجموعة. وهي تنظر إلى بعضها البعض على أنها غير مترابطة، وتقدر الأهداف الشخصية عن أهداف المجموعة. وتميل الثقافات الفردية إلى التنوع بشكل أكبر فيما يتعلق بالسكان، وتتميز بالتركيز على الإنجازات الشخصية، والتقييم العقلاني لأوجه الفائدة والضرر للعلاقات مع الآخرين. وتتميز الثقافات الفردية بسمات متفردة للاتصال لأنها ثقافة تتسم بضعف مسافات القوة، ولها نمط اتصالات ضعيف السياقات. إن الثقافات الفردية موجودة بشكل كبير في الولايات المتحدة وأستراليا وبريطانيا العظمى وكندا وهولندا ونيوزيلندا وإيطاليا.

## ضعف مسافات القوة
يتم تصنيف الثقافات الفردية على أنها ذات مسافات قوة ضعيفة، أو أنها ثقافات أفقية. وتتسم الثقافات ضعيفة مسافات القوة بتساوي مشاركة القوة وعدم تشجيع الاهتمام بالفرق بين الحالات والتصنيف. وتتحدى الثقافات ضعيفة مسافات القوة السلطات وتشجع عملية تقليل الفرق في القوة بين الإدارة والموظفين، كما تشجع استخدام القوة بشكل مشروع. ورغم ذلك، فإن هذه الثقافات لا يتوقع أن تؤدي إلى محو فروق السلطة بشكل كامل. ورغم ذلك، فمن المحتمل أن يستجيب الأشخاص في ثقافات ضعف مسافات القوة تلك لهذه الحالات من عدم التوازن من خلال استجابات عاطفية سلبية أكثر من الثقافات ذات مسافات القوة العالية. وتتواجد الثقافات ضعيفة مسافات القوة في النمسا وإسرائيل والدنمارك ونيوزيلاندا وجمهورية أيرلندا والسويد. وتأتي الولايات المتحدة في المركز الثامن والثلاثين في هذا السياق.

## نمط الاتصالات ضعيف السياقات
يتم تصنيف الثقافات الفردية كذلك على أنها ذات نمط اتصالات ضعيف السياقات. ويعني ذلك أن الاتصالات تكون دقيقة ومباشرة ومحددة. وعلى عكس الحال في الاتصالات ذات السياقات المرتفعة، فإن القراءة بين السطور لا تكون ضرورية في الاتصالات ضعيفة السياقات. ويتم استخدام هذه الاتصالات الصريحة من أجل منع أي شكل من أشكال سوء التفاهم بين الثقافات. ويتم تشجيع القدرة على التعبير عن الأفكار والآراء التي لدى الشخص، بالإضافة إلى التعبير عنها بكل فصاحة، وهي تتسم بالإقناع. وتنطوي الاتصالات منخفضة السياقات على المحتويات فقط ولا يوجد بعد علاقات.